# Podjazowle
Podjazowle (biał. Пад’язаўле; ros. Подъязовле) – wieś na Białorusi, w obwodzie brzeskim, w rejonie lachowickim, w sielsowiecie Olchowce.
We wsi znajdują się ruiny umocnień obronnych z czasów I wojny światowej oraz cmentarz wojenny z tego samego okresu.

## Historia
W dwudziestoleciu międzywojennym leżało w Polsce, w województwie nowogródzkim, w powiecie baranowickim, do 23 kwietnia 1930 w gminie Niedźwiedzice, następnie w gminie Lachowicze. W 1921 miejscowość liczyła 328 mieszkańców, zamieszkałych w 63 budynkach, wyłącznie Białorusinów wyznania prawosławnego.
Po II wojnie światowej w granicach Związku Sowieckiego. Od 1991 w niepodległej Białorusi.